# Ломоносов-2
Суперкомпьютер «Ломоносов-2» — суперкомпьютер, построенный компанией «Т-Платформы» для МГУ им. М.В. Ломоносова. Установлен в НИВЦ МГУ. По состоянию на ноябрь 2020 года по данным суперкомпьютерного рейтинга Top500 производительность суперкомпьютера составляет 2,478 петафлопс, а пиковая — 4,947 петафлопс.
При создании суперкомпьютера в 2014 году использовались сверхинтегрированные решения A-Сlass компании Т-Платформы. С июня 2014 года Ломоносов-2 проходит фазу тестирования и сертификации. В ноябре 2014 система, состоявшая из 1280 узлов (5 стоек) на базе процессоров Xeon E5 v3 и ускорителей Nvidia K40M, заняла 22 место в мировом рейтинге суперкомпьютеров TOP500, продемонстрировав производительность в 1,85 петафлопса на тесте HPL Linpack при энергопотреблении порядка 0,65 МВт.
1 сентября 2023 года было анонсировано расширение вычислительного кластера за счет графических процессоров. Заявленная мощность 400 "AI Петафлопс".
В первых публикациях о суперкомпьютере название «Ломоносов-2» не использовалось, говорилось о кластере типа «A-Сlass», установленном компанией «Т-Платформы» в МГУ.

## Позиции в рейтингах
Позиции в рейтинге Top500 самых мощных суперкомпьютеров мира:
- июнь 2014 — 129 место (конфигурация в 6,4 тыс. ядер),
- ноябрь 2014 — 22 место (37,1 тыс. ядер),
- июнь 2015 — 31 место,
- ноябрь 2015 — 35 место,
- июнь 2016 — 41 место (42,7 тыс. ядер),
- ноябрь 2016 — 52 место,
- июнь 2017 — 59 место,
- ноябрь 2017 — 63 место,
- ноябрь 2020 — 156 место (64,4 тыс. ядер),
- июнь 2021 — 200 место (64,4 тыс. ядер),
- ноябрь 2021 — 241 место (64,4 тыс. ядер),
- июнь 2022 — 262 место (64,4 тыс. ядер),
- июнь 2023 — 329 место (64,4 тыс. ядер),
- ноябрь 2023 — 370 место (64,4 тыс. ядер).

В рейтинге Топ-50 суперкомпьютеров СНГ от 21 сентября 2020 года занимал второе место после Кристофари.
По данным рейтинга Top500 по состоянию на ноябрь 2023 года занимал 6 место в России и 370 место в мире.